# Eleições em 2007
Esta é uma lista de eleições de diferentes sistemas políticos e em diferentes países do mundo que decorreram durante o ano de 2007.

## Janeiro
- 14 de Janeiro
  -  Eleições locais na Bielorrússia[1] dão uma vitória esmagadora ao partido governamental, num acto ferido de várias irregularidades.[2]
- 19 de Janeiro
  -  Eleições para o Senado na República Democrática do Congo. São eleitos indirectamente 108 Senadores, pelos membros das assembleias provinciais. O "Partido Popular para a Reconstrução e Democracia" (PPRD), do presidente Joseph Kabila é a força política com mais senadores eleitos (22 no total).[3]
- 21 de Janeiro
  -  As primeiras eleições legislativas na Sérvia,[4] após a cisão com o Montenegro, elegem 250 deputados e dão a vitória ao ultranacionalista Partido Radical Sérvio (SRS), com 28,59% dos votos.[5]
  -  Primeira volta das Eleições para o Senado da Mauritânia, como parte de um processo desencadeado por um golpe de estado dá a vitória ao "Al-Mithaq" (islamitas moderados independentes) com a conquista de 23 dos 38 lugares de Senadores em disputa nesta Volta.[6]
- 25 de Janeiro
  -  eleições legislativas na Gâmbia, mantêm no poder a "Aliança para a Reorientação e Construção Patriótica" (APRC), com a conquista de 42 dos 53 lugares.
- 27 de Janeiro
  -  Eleição de Governadores na República Democrática do Congo. Foram eleitos indirectamente, pelos membros das assembleias provinciais, os Governadores das onze províncias do país.
- 28 de Janeiro
  -  Eleição intercalar no círculo eleitoral de Batu Talam, do estado de Pahang, na Malásia, para ocupar um lugar vago no parlamento do estado.

## Fevereiro
- 4 de Fevereiro
  -  Segunda volta das Eleições para o Senado da Mauritânia distribui os restantes 15 mandatos para o Senado da Mauritânia.[6]
- 8 de Fevereiro
  -  Primeira Fase das Eleições legislativas no Estado indiano de Manipur atribuem 19 dos 60 lugares no Parlamento daquele estado, correspondentes a 3 distritos.
  -  Eleições provinciais complementares no Ontário (Canadá), para a eleição de deputados em falta na Assembleia Legislativa do Ontário, por três distritos eleitorais (Burlington, Markham e York South–Weston) e na Terra Nova e Labrador (Canadá), para a eleição de deputados em falta na Casa da Assembleia da Terra Nova e Labrador, por três distritos eleitorais (Ferryland, Kilbride e Port au Port).
- 9 de Fevereiro
  -  eleições legislativas nas Turks e Caicos. O Partido Nacional Progressista, do primeiro-ministro Michael Misick conquistou treze dos quinze lugares no Parlamento das ilhas.
- 11 de Fevereiro
  -  eleições presidenciais no Turquemenistão elegem Gurbanguly Berdimuhammedow, que exercia o cargo interinamente desde 21 de Dezembro de 2006, com 89.23% dos votos. Os dados foram divulgados dia 14 de Fevereiro e o presidente tomou posse imediata.
  -  Referendo à Despenalização do Aborto em Portugal dá a vitória aos partidários pela despenalização, com uma maioria de 59,25% dos votos.
- 12 de Fevereiro
  -  eleições intercalares em Humber Valley, para a eleição de um deputado em falta na Casa da Assembleia da Terra Nova e Labrador (Canadá).
- 13 de Fevereiro
  -  Eleições legislativas no Estado indiano do Punjab atribuem os 117 lugares do Parlamento daquele estado, correspondentes aos 20 Distritos do mesmo.
- 14 de Fevereiro
  -  Segunda Fase das eleições legislativas no Estado indiano de Manipur atribuem 29 dos 60 lugares no Parlamento daquele estado, correspondentes a 3 distritos.
- 15 de Fevereiro
  -  Eleição dos Governadores das províncias de Kasai Ocidental e Kasai Oriental (República Democrática do Congo) em consequência das irregularidades registadas nas eleições de 27 de Janeiro, nomeadamente devido ao facto de os eleitos terem dupla nacionalidade.
- 17 de Fevereiro
  -  Eleições legislativas no Lesoto. O partido governamental, "Congresso para a Democracia no Lesoto" (LCD), vence as eleições, com a conquista de 58 dos 120 assentos parlamentares (80 de eleição directa e 40 de representação propocional).
- 18 de Fevereiro
  -  eleições municipais na Albânia, dão a vitória ao Partido Socialista da Albânia, liderado por Edi Rama (partido que faz oposição, à esquerda, ao actual governo nacional), na maioria dos 384 municípios, incluindo as maiores cidades: Tirana, Elbasan, Korçë, Berat, Gjirokastër e Vlorë.
  - Referendo Constitucional sobre o Novo Estatuto da Andaluzia dá a vitória ao Sim, com 87,45% dos votos expressos (afluência às urnas de 36,28%).
- 21 de Fevereiro
  -  eleições legislativas no Estado indiano de Uttarakhand atribuem os 70 lugares do Parlamento daquele estado, correspondentes aos 13 Distritos do mesmo.
- 23 de Fevereiro
  -  Terceira Fase das eleições legislativas no Estado indiano de Manipur atribuem 12 dos 60 lugares no Parlamento daquele estado, correspondentes a 4 distritos.
- 25 de Fevereiro
  -  eleições presidenciais no Senegal reelegem à primeira volta Abdoulaye Wade, com 55,90% dos votos.

## Março
- 4 de Março
  -  eleições legislativas na Estónia garantem a maioria para a coligação no poder, formada pelo Partido do Centro (29 lugares), Partido das Reformas (31 lugares) e União do Povo (6 lugares), que conquistaram no total 66 dos 103 assentos no Riigikogu, o Parlamento unicameral da Estónia.
  -  Primeira volta das eleições legislativas na autodeterminada República da Abecásia, distribuem 18 dos 35 lugares parlamentares. Os restantes 17 serão disputados no dia 18 de Março.
- 5 de Março
  -  eleições intercalares em Nova Brunswick (Canadá), para a eleição de um deputado em falta na Assembleia Legislativa de Nova Brunswick, por Moncton East. *6 de Março
  -  eleições legislativas nos Estados Federados da Micronésia. Os 14 lugares no Parlamento são ocupados por candidatos não-partidários, num país sem partidos políticos.
- 7 de Março
  -  Eleições provinciais nos Países Baixos: Os três partidos da coligação no governo, conseguem conquistar 41 dos 75 assentos na câmara alta do parlamento.
  -  Eleições legislativas na Irlanda do Norte (parte do Reino Unido): O Partido Democrático Unionista (DUP), do pastor protestante Ian Paisley, vence as eleições autónomas na Irlanda do Norte (30,1% dos votos, 36 assentos), seguido do Sinn Fein, do católico Gerry Adams (26,2% dos votos, 28 assentos), somando entre os dois 64 dos 108 assentos da Assembleia Legislativa, e tendo o desafio de criarem um governo de coligação entre as duas forças.
- 10 de Março
  -  eleições locais em Malta atribuem 140 cargos de conselheiros em 22 das 68 localidades do país, dos quais 63 vão para elementos do Partido Nacionalista, no governo, e os restantes 77 para elementos da oposição.
- 11 de Março
  -  Primeira Volta das Eleições presidenciais na Mauritânia não dão vitória a nenhum candidato. Uma Segunda Volta ficou marcada 25 de Março a qual será disputada entre Sidi Ould Cheikh Abdallahi e Ahmed Ould Daddah.
  -  eleições regionais em 14 das 88 regiões da Rússia dão cerca de 60%, do total de 382 assentos em disputa nos vários parlamentos locais, ao partido governamental Rússia Unida de Vladimir Putin.
- 18 de Março
  -  eleições legislativas na Finlândia dividem os 200 assentos do Eduskunta (Parlamento da Finlândia) por 8 partidos, sendo o mais votado o "Partido Central" do primeiro-ministro, Matti Vanhanen (23.5% dos votos - 51 assentos), seguido de perto pelo "Partido de Coligação Nacional" que conquistou 50 assentos (mais 10 que na anterior legislatura) com 22.3% dos votos e por isso foi o verdadeiro vencedor do dia.
  -  Segunda volta das eleições legislativas na autodeterminada República da Abecásia, distribuem os restantes 17 assentos dos 35 que constituem o parlamento.
- 20 de Março
  -  eleições municipais em Jacksonville (Flórida, E.U.A.) dão um segundo mandato consecutivo ao Republicano John Peyton.
- 24 de Março
  -  eleições gerais na Nova Gales do Sul (Austrália). O Partido Trabalhista da Austrália mantém a maioria absoluta, com a conquista de 53 dos 92 lugares no parlamento daquele estado.
- 25 de Março
  -  Eleição do Chefe do Executivo de Hong Kong. Donald Tsang vence as eleições no antigo território britânico, sucedendo a ele próprio com uma maioria de 84 %, que correspondem a 649 de um total de 800 votos, que compunham o Colégio Eleitoral para a eleição do Chefe do Executivo de Hong Kong.
  -  Segunda Volta das Eleições presidenciais na Mauritânia dão a vitória a Sidi Ould Cheikh Abdallahi com 52,85 % dos votos. A tomada de posse está marcada para 19 de Abril.
- 26 de Março
  -  Eleições Gerais no Quebec (Canadá). Os 125 lugares da Assembléia Nacional do Quebec são distribuidos por três partidos - Partido Liberal do Quebec (48 assentos, 33.08% dos votos), Acção Democrática do Quebec (41 assentos, 30.80% dos votos) e Partido Quebequense (36 assentos, 28.33% dos votos).
  -  Referendo Constitucional no Egipto dá luz verde à alteração da constituição proposta pelo Presidente Hosni Mubarak, com 75,9% dos votos expressos a alinhar pelo "Sim" (afluência às urnas de 27,1%).
- 31 de Março
  -  eleições legislativas no Benin dão a vitória ao partido do governo, as Forças Caurins para um Benin Emergente (FCBE), com a conquista de 35 dos 83 lugares da Assembleia Nacional do Benim.

## Abril
- 1 de Abril
  -  eleições municipais no Qatar escolhem os 29 membros do Conselho Municipal Central.
  -  eleições legislativas nas Wallis e Futuna escolhem os 20 membros da Assembleia Territorial.
- 4 de Abril
  -  Referendo Constitucional em Madagáscar aprova, com 75,30% dos votos expressos, aumento dos poderes presidenciais, fim da autonomia das seis províncias e inclusão da inglês como terceira língua oficial do país.
- 5 de Abril
  -  eleições municipais em Deli (Território da capital nacional), Índia, elegem os 272 membros da Corporação Municipal de Delhi (MCD) .
- 7 de Abril
  -  Primeira Fase das eleições legislativas no Uttar Pradesh (Índia) atribuem 62 lugares correspondentes a 13 distritos do Sudoeste do Estado.
- 8 de Abril
  -  eleições regionais no Japão elegem os Governadores de 13 das 47 regiões (Perfeituras) do país e os membros de 43 das 47 Assembleias Regionais (todas excepto Tóquio, Ibaraki e Okinawa).
  -  Primeira Fase das eleições locais no Japão elegem Presidentes das Câmaras de Sapporo, Shizuoka, Hamamatsu e Hiroshima, assim como as Assembleias Municipais de 15 cidades principais.
- 9 de Abril
  -  Primeira Volta das eleições presidenciais em Timor-Leste.
- 12 de Abril
  -  eleição intercalar no círculo eleitoral de Machap do estado de Malaca, na Malásia, elege um deputado em falta no Parlamento daquele estado malaio.
- 13 de Abril
  -  Segunda Fase das eleições legislativas no Uttar Pradesh (Índia) atribuem 58 lugares correspondentes a 10 distritos do Oeste do Estado.
- 14 de Abril
  -  eleições regionais na Nigéria elegem os governadores e os membros das Assembleias Estaduais dos 36 Estados do país.
- 15 de Abril
  -  Referendo Constitucional no Equador dá luz verde à criação de uma nova Constituição do país, com o Sim a vencer com 78.1% dos votos expressos.
- 18 de Abril
  -  Terceira Fase das eleições legislativas no Uttar Pradesh (Índia) atribuem 57 lugares correspondentes a 10 distritos do Estado.
- 21 de Abril
  -  eleições gerais na Nigéria elegem o novo presidente do país, os 360 membros da Câmara Baixa do Parlamento e os 109 Senadores (Câmara Alta do Parlamento). Alhaji Umaru Musa Yar'Adua é eleito à primeira volta com 69.96% dos votos e o Peoples Democratic Party (PDP) sagra-se vencedor, mantendo a maioria em ambas as Câmaras do Parlamento nigeriano, numas eleições marcadas pela fraude e pelas irregularidades.
- 22 de Abril
  -  Primeira volta das eleições presidenciais na França decide a passagem à Segunda Volta de Nicolas Sarkozy (31,18%) e Ségolène Royal (25,87%).
  -  Primeiro dia das eleições legislativas na Síria. Estavam em disputa os 250 lugares do Parlamento sírio. O partido governamental, a Frente Nacional Progressista (FNP), tinha reservados à partida a maior parte dos lugares, tendo ficado no final com 172 assentos. Os restantes 78 assentos foram distribuídos por Independentes.
  -  Segunda Fase das eleições locais no Japão elegem Presidentes das Câmaras Municipais e membros de Assembléias Locais em 77 cidades, 96 povoados e 13 bairros de Tóquio.
  -  eleição intercalar em Okinawa e eleição intercalar em Fukushima (Japão) escolhem dois representantes para a Câmara Alta do Parlamento do Japão.
- 23 de Abril
  -  Segundo dia das eleições legislativas na Síria terminam o processo de votação iniciado na véspera.
  -  Quarta Fase das eleições legislativas no Uttar Pradesh (Índia) atribuem 57 lugares correspondentes a 10 distritos do Estado.
- 27 de Abril
  -  Primeira Volta das eleições presidenciais na Turquia. Não foi possível eleger o Presidente da Turquia nesta Primeira Volta das eleições indirectas, com o único candidato, Abdullah Gul a obter o voto de 357 deputados turcos dos 367 de que necessitava para resolver a eleição nesta volta. As eleições viriam a ser anuladas por ordem do Tribunal Constitucional no dia 1 de Maio, a pedido da oposição com a alegação de falta de quorum na votação.
- 28 de Abril
  -  ‎eleição intercalar no círculo eleitoral de Ijok do estado de Selangor, na Malásia elege um deputado em falta na Assembleia Parlamentar de Selangor.
  -  Repetição das eleições regionais em alguns dos círculos eleitorais de 27 dos 36 estados da Nigéria (incluindo o cargo de Governador do Estado de Imo) devido a irregularidades ocorridas no dia 14 de Abril.
  -  Quinta Fase das eleições legislativas no Uttar Pradesh (Índia) atribuem 58 lugares correspondentes a 9 distritos do Estado
- 29 de Abril
  -  eleições presidenciais no Mali elegem Amadou Toumani Touré à Primeiro Volta com 68,31% dos votos.

## Maio
- 2 de Maio
  -  Eleições legislativas nas Bahamas escolhem os 41 deputados do país, sendo o Free National Movement (FNM) a força política mais votada, com a conquista de 23 lugares, o que lhe permite formar governo com o antigo primeiro-ministro, Hubert Ingraham, a regressar assim ao cargo .
- 3 de Maio
  -  Eleições municipais na Inglaterra (Reino Unido) renovam 10.445 dos 19.585 cargos municipais em 312 dos 386 municípios ingleses.
  -  Eleições legislativas e eleições municipais na Escócia (Reino Unido) elegem os 129 deputados do Parlamento da Escócia e as autoridades dos 32 municípios escoceses.
  -  Eleições legislativas no País de Gales (Reino Unido) elegem os 60 deputados do Parlamento do País de Gales.
  -  Sexta Fase das Eleições legislativas no Uttar Pradesh (Índia) elegem 52 deputados por 9 distritos.
- 6 de Maio
  -  Eleições legislativas regionais na Madeira (Portugal) dão a nona vitória consecutiva a Alberto João Jardim, aumentando o número de deputados do Partido Social Democrata para 33, num total de 47.
  -  Nova tentativa falhada de realização das eleições presidenciais na Turquia, resulta em anulação definitiva da eleição indirecta pelo Parlemanto e convocação de eleições populares para 22 de Julho de 2007.
  -  Eleições legislativas no Burkina Faso elegem os 111 deputados do Parlamento do país. O governamental Congresso para a Democracia e Progresso (CDP) amplia a sua maioria absoluta, passando a contar com 73 deputados.
  -  Segunda volta das eleições presidenciais na França dão a vitória a Nicolas Sarkozy com 53,06% dos votos.
- 8 de Maio
  -  Sétima e última fase das eleições legislativas no Uttar Pradesh (Índia) elegem 59 deputados correspondentes a 9 distritos. Os resultados finais dão uma maioria absoluta ao Bahujan Samaj Party (BSP), que fica com 208 lugares e a primeira maioria absoluta no Uttar Pradesh dos últimos 14 anos.
- 9 de Maio
  -  Segunda volta das eleições presidenciais em Timor-Leste opõe Francisco Guterres "Lu Olo" a José Ramos-Horta com a vitória do segundo por 69,13% dos votos expressos.
- 10 de Maio
  -  Primeiro dia das eleições legislativas nas Seychelles inicia o processo de votação pelas ilhas mais remotas do país.
- 11 de Maio
  -  Segundo dia das eleições legislativas nas Seychelles decorre na maioria das 115 ilhas do país, à excepção das mais remotas e das três principais.
  -  Eleições presidenciais nos Estados Federados da Micronésia. Manny Mori é eleito sétimo Presidente do país na sessão inaugural do novo parlamento, em substituição de Joseph J. Urusemal.
- 12 de Maio
  -  Terceiro e último dia das eleições legislativas nas Seychelles termina o processo de eleição dos 34 membros do Parlamento do país iniciado na antevéspera, com a votação nas três ilhas principais: Mahe, Praslin e La Digue. O resultado final mostra a manutenção da constituição numérica do parlamento, com a Frente Progressiva do Povo Seychellense a deter 23 assentos e o Partido Nacional das Seychelles a ficar com os restantes 11.
  -  Eleições legislativas na Islândia elegem os 63 membros da Alþingi, o Parlamento daquele país insular. O Partido da Independência, principal partido da coligação no governo, fica com 25 lugares, conseguindo a coligação manter a maioria absoluta, com 32 deputados eleitos.
  -  Eleições legislativas na Arménia elegem os 131 membros do Parlamento arménio. O Partido Republicano da Arménia (PRA), principal partido da coligação no governo, foi a força mais votada, com 32,89% dos votos.
- 13 de Maio
  -  Eleições legislativas no Bremen elegem os 83 membros do senado daquele estado alemão. A coligação governamental daquele estado mantém o poder mas vê reduzida a percentagem de votos.
- 14 de Maio
  -  Eleições legislativas e eleições municipais nas Filipinas. As primeira elegem os 275 membros do Congresso e 12 senadores, que correspondem a metade do Senado. As segundas elegem 81 governadores e vice-governadores provinciais, 118 presidentes e vice-presidentes de câmara e várias Assembleias Municipais e Conselhos Provinciais.
- 16 de Maio
  -  Na Escócia o líder do Partido Nacionalista Escocês (SNP/PNnA), Alex Salmond, é eleito pelo Parlamento Escocês para chefiar o governo autonómico. É a primeira vez que um líder independentista é eleito para o cargo.
- 17 de Maio
  -  Eleições legislativas na Argélia elegem os 389 membros da Assembleia Popular Nacional (Parlamento argelino). A coligação no poder perde 40 lugares mas mantém a maioria absoluta, com 249 lugares da Assembleia Popular Nacional.
- 19 de Maio
  -  Referendo presidencial na Roménia decide a permanência de Traian Basescu na presidência do país, com 74,32% dos votos expressos a favor do regresso deste ao cargo.
- 20 de Maio
  - José Ramos-Horta torna-se o 2.º presidente de Timor-Leste
  -  Eleições legislativas no Vietnam elegem os 493 deputados da Assembleia Nacional, sendo 450 destes lugares atribuídos a membros do partido comunista vietnamita. É de destacar as 123 mulheres que foram eleitas para esta Legislatura.
  -  Eleições para o Parlamento Europeu na Bulgária elegem os 18 deputados daquele país no Parlamento Europeu, os quais ficam distribuidos por quatro bancadas europeias; EPP (cinco eurodeputados), PES (5 eurodeputados), ELDR (cinco eurodeputados) e ITS (3 eurodeputados).
  -  Eleições gerais no Iucatão (México) elegem o novo governador do estado, os 25 deputados do Congresso do Iucatão e os presidentes de Câmara dos 106 municípios. O Partido Revolucionário Institucional (PRI) e a Aliança pelo Iucatão, de que faz parte, foram os grandes vencedores destas eleições, com a conquista do cargo de governador (Ivonne Ortega Pacheco), de 10 dos 15 mandatos elegíveis por maioria relativa e de 59 alcaidarias.
- 24 de Maio
  -  Eleições legislativas na Irlanda elegem os 166 deputados do parlamento irlandês, ficando a vitória a cargo do Fianna Fail (FF) do primeiro-ministro Bertie Ahern, com 78 deputados.
- 27 de Maio
  -  Eleições gerais na Espanha: eleições alcaldes (municipais, em espanhol); eleições locais para os cabildos nas Ilhas Canárias; eleições para as Assembleias das cidades autónomas de Ceuta e Melilla; eleições para os parlamentos regionais de treze comunidades autónomas de Espanha: Aragão, Astúrias, Ilhas Baleares, Ilhas Canárias, Cantábria, Castilla-La Mancha, Castela e Leão, eleições regionais na Estremadura (2007), Madrid, Múrcia, Navarra, La Rioja e Comunidade Valenciana. As eleições municipais espanhola dão a maioria percentual ao PP, com 35,60% dos votos e a minoria de mandatos ao PSOE com 24.026 mandatos.
  -  Eleições presidenciais na Síria dão mais de 99% ao presidente e candidato único Bachar Al Assad.[7]
- 29 de Maio
  -  Eleições indiretas para o Eerste Kamer (câmara alta do parlamento) dos Países Baixos
- 31 de Maio
  -  Eleições presidenciais indiretas na Letónia (PT) / Letônia (BR).

## Junho
- 2 de Junho
  -  Eleições legislativas em Goa, Índia.
- 3 de Junho
  -  Eleições locais em Moldávia (também chamado de Moldova).
  -  Eleições legislativas no Senegal.
  -  Eleição para o "Distrito Federal" de Buenos Aires, na Argentina. Nenhum dos candidatos chega acima de 50% e a eleição vai para a segunda volta (PT) / segundo turno (BR) no dia 25 de Junho.
- 10-17 de Junho
  -  Eleições Legislativas na França.
- 10 de Junho
  -  Eleições gerais na Bélgica. Eleições legislativas dão aos democrata-cristãos flamengos do CD&V, aliados aos regionalistas moderados do N-VA, vencem eleição depois de permanecerem 8 anos na oposição, mas não obtém a maioria. A coligação vencedora diz que vai buscar a coalizão para suceder o primeiro-ministro, o liberal Guy Verhofstadt.
  -  Primeira volta (PT) / primeiro turno (BR) das eleições parlamentares da França.
  -  Eleições legislativas em Mayotte, pertencente à França.
- 11 de Junho
  -  Eleição parlamentar no Conselho Shura, no Egipto (PT)/Egito (BR)
- 12 de Junho
  -   Eleições parlamentares nas Ilhas Virgens Americanas (United States Virgin Islands) na Convenção Constitucional.
  -  O ex-primeiro-ministro de Israel, Ehud Barak disputa com Ami Ayalon, ex-chefe do serviço de segurança interna Shin Beth, nas eleições primárias trabalhistas. Segundo a contagem dos votos, Barak derrota Ayalon na madrugada[8] do dia 13 de Junho com acima de 60% dos votos.
- 13 de Junho
  -  Eleições presidenciais em Israel. Shimon Peres é eleito presidente do país, após dois dos seus adversários retirarem as candidaturas.
- 16 de Junho
  -  Eleição na Samoa o le Ao o le Malo.
- 17 de Junho
  -  Segunda volta (PT) / Segundo turno (BR) das eleições parlamentares da França, dão à vitória do UMP (que ficou com 314 dos 577 membros da Assembléia Nacional), mesmo que o Partido Socialista Francês (PSF) tenha conseguido mais votos que o previsto.
- 19 de Junho
  -   Eleições intercalares no 10º Distrito Congressional da Geórgia para eleição de um membro no Congresso dos Estados Unidos da América naquele Distrito.
- 20 e 27 de Junho; 8, 11, 14 e 20 de Julho
  -  Eleição presidencial na Albânia.
- 20 de Junho
  -  Eleição para a Assembléia Constituinte no Nepal, até então marcada nessa data, não se realiza, devido à falta de tempo para organizá-lo. No dia 24 de Junho, o governo provisório do país, com apoio de oito partidos políticos do Executivo provisório, incluindo o dos ex-combatentes maoístas, deram apoio à realização do pleito para o dia 20 de Novembro.
- 24 de Junho
  -  Eleições legislativas na Ucrânia.
  -  Primeira volta (PT) / primeiro turno (BR) das eleições legislativas na República Democrática do Congo (RDC).
  -  Eleições parlamentares no Togo.
- 25 de Junho
  -  Eleição para o "Distrito Federal" de Buenos Aires, na Argentina, na segunda volta (PT) / segundo turno (BR), entre o presidente do time de futebol Boca Juniors e candidato de centro-direita Mauricio Macri, e o candidato apoiado pelo presidente Néstor Kirchner de centro-esquerda Daniel Filmus. Boca-de-urna afirma que Macri vence Filmus.[9] Maurício Macri vence[10] com facilidade Daniel Filmus, que logo admite a derrota.[11]
- 26 de Junho
  -   Eleições intercalares no 37º Distrito Congressional da Califórnia para eleição de um membro no Congresso dos Estados Unidos da América naquele distrito.
  - 26 de Junho - Gordon Brown sucede Tony Blair como premiê do Reino Unido.
- 30 de Junho-10 de Julho
  -  Eleições legislativas na Papua-Nova Guiné.
- 30 de Junho
  -  Eleições legislativas em Timor-Leste.

### Data desconhecida
- Eleições municipais em Goa, Jalandhar, Ludhiana, Patiala, Amritsar e Bhatinda (Uttar Pradesh - Índia).
- Eleições legislativas na Jordânia.
- Eleições presidenciais em Nauru.
- Eleições legislativas no Kiribati.
- Eleições: legislativas no Chade.

## Julho
- 1º e 8 de Julho
  -  Eleição no Conselho Territorial de Saint-Martin, pertecente à França.
- 1º de Julho
  -  Primeira volta (PT) / Primeiro Turno (BR) das Eleições legislativas no Mali.
  -   Eleição no Conselho Territorial de Saint Barthelemy, pertecente à França.
  -  Eleições locais nos estados de Chihuahua, Durango, Zacatecas, no México.
- 7 de Julho
  -  Referendo na Letônia sobre as leis de segurança.
- 8, 11, 14 e 20 de Julho
  -  Eleições presidenciais na Albânia.
- 9 de Julho
  -   Referendo constitucional no Porto Rico (Estados Unidos).
- 15 de Julho
  -  Eleições legislativas no Japão.
  -  Eleições municipais intercalares em Lisboa, Portugal.
- 18 ou 19 de Julho ?
  -  Eleições presidenciais na Índia.
- 19 de Julho
  -    Eleição presidencial na região de Nagorno-Karabakh e arredores, ambos no sudoeste Azerbaijão, ocupado pela Arménia (PT) / Armênia (BR), desde a guerra entre dois países de 1991 até 1994.
- 22 de Julho
  -  Eleições legislativas no Japão.
  -  Eleições gerais no parlamento e presidência na Turquia, a primeira eleição presidencial direta na História da Turquia, quando o Parlamento turco anulou no dia 6 de maio a lei de eleição indireta à presidência do país e marcou o dia da eleição para julho.
  -  Segunda volta (PT) / segundo turno (BR) das eleições legislativas na República Democrática do Congo-RDC.
  -  Segunda volta (PT) / segundo turno (BR) da eleição legislativa no Mali.
  -  Eleição parlamentar em Camarões.
- 24 de Julho
  -  Eleição presidencial no Vietnã.
- 28 de Julho
  -  Eleições presidenciais e legislativas na Serra Leoa.
- 29 de Julho
  -  Eleição parlamentar na Casa dos Conselheiros no Japão.

### Data desconhecida
- Eleições presidenciais no Kiribati.
- Eleições parlamentares na Irlanda.
- Referendo constitucional na Síria.

## Agosto
- 5 de Agosto
  -  Segunda Volta/Segundo Turno Parlamentar no Congo,
  -  Eleições locais em Baja California, Aguascalientes e Oaxaca (México).
- 7 de Agosto
  -  Primeira volta/primeiro turno da eleição do governador do Mississipi (E.U.A.).
- 11 de Agosto
  -  Eleição parlamentar e presidencial na Serra Leoa.
- 18 de Agosto
  -  Referendo constitucional de Maldivas,
  -  Eleição parlamentar no Cazaquistão.
- 19 de Agosto
  -  Referendo para a nova constituição na Tailândia.
- 20 de Agosto
  -  Eleição parlamentar nas Ilhas Virgens Britânicas.
- 22 e 30 de Agosto
  -  Eleição parlamentar nas ilhas Kiribati.
- 25 de Agosto
  -  Eleição parlamentar e referendo constitucional na ilha Nauru.
- 28 de Agosto
  -  Eleição presidencial na ilha de Nauru.

### Data desconhecida
- Eleições para o Parlamento Europeu na Roménia.

## Setembro
- 2 de Setembro:
  -  Eleições locais em Veracruz, no México.
- 7 de Setembro:
  -  Eleições legislativas no Marrocos.
- 9 de Setembro:
  -  Eleições presidenciais e eleições legislativas na Guatemala.
- 10 de Setembro:
  -  Eleições locais na Noruega.
- 11 de Setembro:
  -  Eleições primárias do Partido Democrático em Baltimore, E.U.A..
- 12 de Setembro - O Primeiro-Ministro japonês Shinzo Abe renuncia ao mandato, em consequência de uma crise política no Japão que dura há 5 meses.

- Eleições presidenciais no Vietnam.
- Referendo constitucional na Venezuela.
- Referendo constitucional na Tailândia.
- Eleições legislativas no Kosovo.

## Outubro
- 1 de Outubro:
  -  Eleições gerais nos Territórios do Noroeste, no Canadá.
- 7 de Outubro:
  -  Eleições municipais e locais na Áustria.
  -  Eleições locais em Chiapas e Oaxaca, no México.
  -  Eleições locais na Burgenland, na Áustria.
- 9 de Outubro:
  -  Eleições gerais na Terra Nova e Labrador, no Canadá.
- 10 de Outubro:
  -  Eleições gerais em Otário, no Canadá.
- 13 de Outubro:
  -  Eleições locais na Nova Zelândia
- 14 de Outubro:
  -  Eleições locais em Sinaloa, no México.
- 20 de Outubro:
  -  Eleição para governador da Louisiana, nos E.U.A..
- 21 de Outubro:
  -  Eleições legislativas na Suíça.
- 28 de Outubro:
  -  Eleições presidenciais e legislativas na Argentina.
- 29 de Outubro:
  -  Eleições locais nas Filipinas.

### Data desconhecida
- Eleições presidenciais na Costa do Marfim.
- Eleições para a Assembléia Nacional da Costa do Marfim.
- Eleições legislativas no Paquistão.
- Eleições legislativas no Kosovo (território sérvio sob administração da ONU).
- Eleições legislativas em Oman.
- Eleições legislativas na Jamaica.
- Eleições legislativas na Austrália.
- Eleições legislativas em Nauru.
- Eleições legislativas em Trinidad e Tobago.

## Novembro
- 6 de Novembro:
  -  Eleições legislativas nas Marianas Setentrionais.
  -  Eleição municipal em Indianápolis Greg Ballard é eleito com 83.238 votos.
  -  Eleições municipais em Filadélfia (E.U.A.).
  -  Eleições municipais em Baltimore (E.U.A.).
  -  Eleições municipais em São Francisco (E.U.A.).
  -  Eleição do governador do Mississipi (E.U.A.).
  -  Eleição do governador do Kentucky (E.U.A.).
  -  Eleições legislativas estaduais na Nova Jersey (E.U.A.).
  -  Eleições legislativas estaduais no Mississipi (E.U.A.).
  -  Eleições legislativas estaduais na Virginia (E.U.A.).
- 11 de Novembro:
  -  Eleições locais em Michoacán, Puebla, Tamaulipas e Tlaxcala, no México.
- 15 de Novembro:
  -  Referendo sobre o Estatuto de Kirkuk (Iraque).
- 17 de Novembro:
  -  Eleições legislativas estaduais na Louisiana (E.U.A.).

### Data desconhecida
- Eleições legislativas na Croácia.
- Eleições presidenciais na Etiópia.
- Eleições legislativas na Geórgia.
- Eleições legislativas em Gibraltar.
- Eleições legislativas nas Ilhas Marshall.
- Eleições presidenciais na Eslovénia.
- Eleições presidenciais na Guatemala.
- Eleições legislativas na Guatemala.
- Eleições locais em Madagáscar.

## Dezembro
- 2 de Dezembro:
  - Eleições presidenciais na Eslovénia.
  - Eleições legislativas na Rússia.
  -  Plebiscito na Venezuela, sobre mudanças na Constituição.
- 18 de Dezembro - Jacob Zuma é eleito presidente do Congresso Nacional Africano (ANC).
- 19 de Dezembro:
  - Eleições presidenciais na Coreia do Sul.
- 23 de Dezembro:
  - Eleições presidenciais no Uzbequistão.
- 24 de Dezembro:
  - Eleições legislativas em Pitcairn.

### Data desconhecida
- Eleições presidenciais no Quénia/Quênia.
- Eleições legislativas no Quénia/Quênia.
- Eleições locais no Quénia/Quênia.
- Eleições legislativas em Taiwan.
- Eleições presidenciais na Tailândia.
- Eleições parlamentares no Qatar.
- Eleições parlamentares na Guiné.
- Referendo constitucional na Argélia.
- Eleições locais na Somália.